# Réserve naturelle de Gaupesteinmarka
La réserve naturelle de Gaupesteinmarka  est une réserve naturelle norvégienne qui est située dans le municipalité de Nordre Follo, dans la zone forestière de Sørmarka, dans le comté d'Akershus.

## Description
La réserve naturelle de 6,47 km2 est située à environ 8 km à l'est de la municipalité de Ski. La zone porte le nom d'un énorme rocher situé au carrefour juste à la frontière entre les municipalités de Ski, Enebakk et Hobøl. Le point culminant de la réserve est Gaupesteinåsen à 267 mètres d'altitude.
Le but de la réserve naturelle est de préserver une vaste zone forestière et paysagère relativement peu affectée, qui représente des types de forêts pauvres à moyennement riches avec de l'épicéa commun et du pin sylvestre. La zone est caractérisée par de fines crêtes de mélèze. Ces crêtes s'étendent dans une direction nord-ouest-sud-est et sont traversées par plusieurs vallées de fissures transversales marquées. On y trouve aussi  quelques espèces d'oiseaux vulnérable comme lautour des palombes, le faucon hobereau, l'engoulevent d'Europe et le durbec des sapins.